# Johan Croel
Johan Croel, född 1678 i Viborg, död 4 januari 1737 i Stockholm, var en svensk präst.

## Biografi
Johan Croel föddes 1678 i Viborg. Han var son till kronobefallningsmannen Johan Croel i Savolaks härad. Croel blev 1697 student vid Kungliga Akademien i Åbo och prästvigdes 1697 i Viborgs domkyrka till pastorsadjunkt i Viborgs församling. Han blev 1697 regementspastor vid Karelska regementet och 1703 vid Nylands kavalleriregemente. Croel togs till fånga i Pultava 1709. Han blev 1715 hovpredikant hos änkedrottningen Hedvig Eleonora och 31 oktober 1728 kyrkoherde i Riddarholmens församling och Bromma församling med tillträde 1 maj 1730. Han blev 8 juni 1730 assessor i Stockholms konsistorium. Croel avled 1737 i Stockholm och begravdes i Riddarholmskyrkan.

### Familj
Croel var gift med Catharina Buck (död 1763). Hon var änka efter regementsfältskären Michael Wachter i Riga och fältskären Johan Christopher Bethune i Riga.